# زينتا

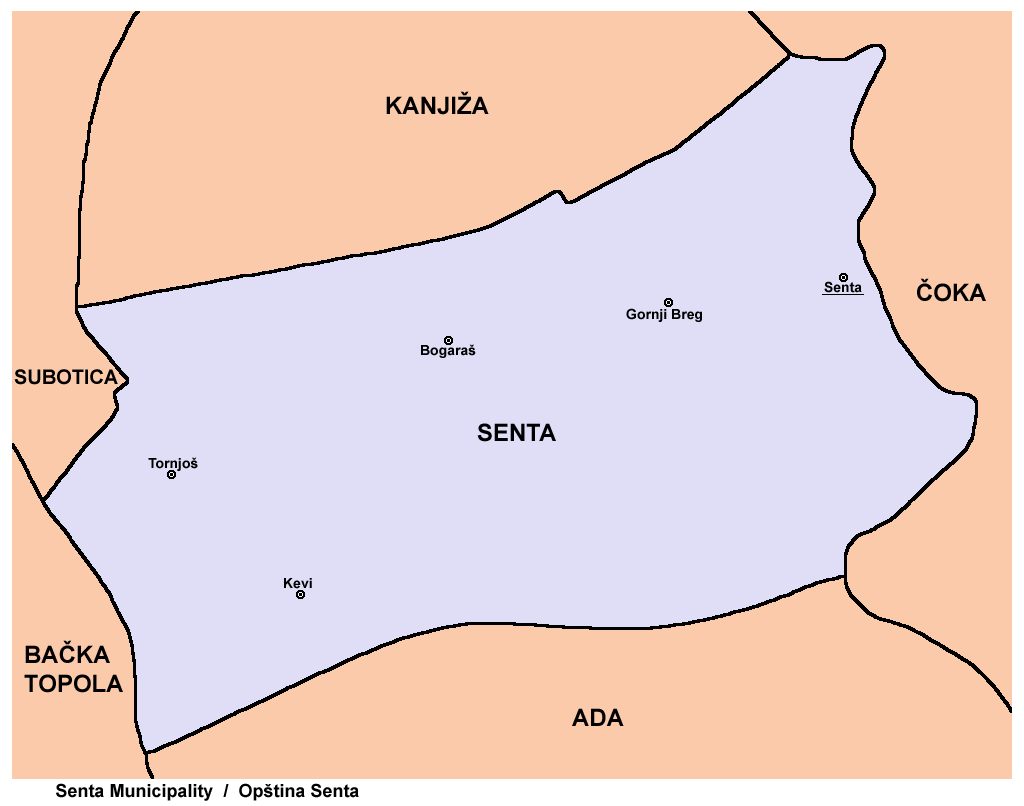
خريطة بلدية زينتا.

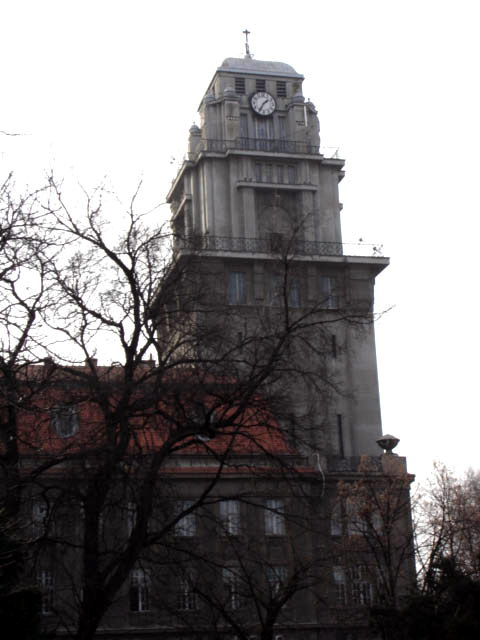
برج مبنى بلدية زينتا.

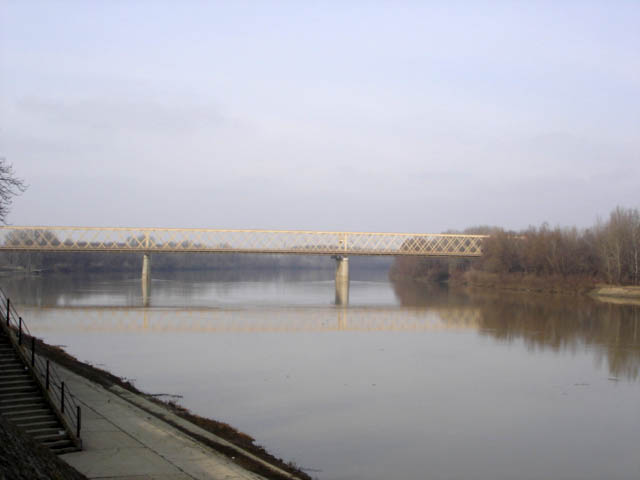
الجسر فوق نهر تيسا في زينتا.

زينتا أو سينتا (بالمجرية: Zenta)(بالرومانية: Zenta)(بالتركية: Zenta)(بالإنجليزية: Senta)(بالسيريلية الصربية: Сента) هي بلدة وبلدية تقع في منطقة شمال بانات في مقاطعة فويفودينا المستقلة، بصربيا. تقع على ضفاف نهر تيسا في المنطقة الجغرافية باتشكا (Bačka). بحسب تعداد 2022م، بلغ عدد سكان البلدة 14,452 نسمة، في حين بلغ عدد سكان بلدية زينتا 17,953 نسمة.

## تاريخ

### عصورما قبل التاريخ
تشير الاكتشافات الأثرية إلى أن المنطقة المحيطة بالمستوطنة الحديثة كانت مأهولة بالسكان منذ عصور ما قبل التاريخ. استوطنت مجتمعات العصر الحجري الحديث والعصر الحجري الحديث في محيط جزيرة زينتا الحديثة منذ آلاف السنين، تاركة وراءها آثارًا موثوقة لوجودهم. تم العثور على مقبرة من ثقافة تيزاپولغار–بودروغكيريسزتور (بالإنجليزية: Tiszapolgár–Bodrogkeresztúr culture) من العصر الحجري الحديث في زينتا.  من المرجح أن يكون أول السكان التاريخيين الذين عاشوا في المنطقة هم شعب أغاثيرسي (Agathyrsi) في القرن السادس قبل الميلاد. يمكننا أن نؤكد بكل تأكيد أن سكان "زينتا" المبكرة في القرن السادس الميلادي كانوا من السارماتيين والسلاف والآفار على حد سواء. قام الشعب المجري بغزو المنطقة أثناء الغزو العظيم للمجريين في القرن التاسع الميلادي.

### مملكة المجر
وفقًا للسجلات التاريخية، تم ذكر المدينة لأول مرة في عام 1216م تحت اسم "زينتاريڤ" (Szintarev). وفي هذا الوقت، كانت تحت إدارة مملكة المجر في العصور الوسطى. نهب المغول المنطقة بأكملها في عامي 1241/1242م. بعد الخلاص من المغول، شهدت زينتا أكثر من قرنين من الرخاء. في البداية، كانت المدينة جزءًا من مقاطعة بودروج (Bodrog)،  وفي وقت لاحق أصبحت جزءًا من مقاطعة تشونغراد (Csongrád).  وتشير السجلات أيضًا إلى أنه اعتبارًا من عام 1440م كانت المنطقة الواقعة جنوب زينتا والتي تسمى پيسير (Peser) تحت سيطرة ديسبوتية الصرب. في النصف الثاني من القرن الخامس عشر وقع صراع قصير، حرب صغيرة من نوع ما، مع مجتمع سكدين المنافس. ومع ذلك، في عام 1506م أصبحت زينتا "مدينة مَلَكِيَّة حرة" في مملكة المجر، منحها إياها الملك التشيكي المجري ڤلاديسلاڤ الثاني جاجيليون ملك المجر. بحلول ذلك الوقت، كانت مدينة زينتا تحتوي على حصن وميناء ودير كاثوليكي.

### ميليشياتصربية
لم تشمل ثورات الفلاحين عام 1514م زينتا في الدمار. وعلى الرغم من أنها كانت لا تزال تحت إدارة مملكة المجر في عام 1525م، إلا أنه كانت هناك ميليشيا صربية مستقلة متمركزة في الحصن. مستقلة من حيث القيادة، حيث يمكننا أن نلاحظ بوضوح في قائمة الضباط أن الوحدات الصربية كان لها ضباط قيادة خاصون بها، وأبرزهم ميهايلو كونجوفيتش (Mihailo Konjović) وأسطفان برانسيتش (Stevan Brančić). بعد معركة موهاكس في عام 1526 لم تعد زينتا تحت إدارة مملكة المجر. في الفترة القصيرة من حكم الإمبراطور الصربي يوڤان نيناد (Jovan Nenad)، كانت زينتا جزءًا من أملاك يوفان نيناد وكانت ملجأً للقوات الصربية. يمكن للمرء أن يعترف بهذا بوضوح بسبب حقيقة أنه بعد إصابته بجروح خطيرة في سكدين، انسحب يوفان نيناد وحراسه نحو زينتا، فقط ليتم اعتراضهم من قبل القوات المجرية وقتلهم في قرية تورنيوش (Tornjoš). بعد اغتيال يوفان نيناد وانهيار دولته، تم وضع زينتا مرة أخرى تحت إدارة مملكة المجر، حتى أصبحت تحت السيطرة العثمانية الكاملة في عام 1542م. أثناء الفتح العثماني، غادر السكان المجريون المحليون هذه المنطقة، التي سكنها بعد ذلك الصرب الذين قدموا من أجزاء أخرى من الدولة العثمانية. 

### الدولة العثمانية
خلال النصف الثاني من القرن السادس عشر ومعظم القرن السابع عشر كانت زينتا تحت إدارة الدولة العثمانية وكانت المدينة والمنطقة جزءًا من سنجق سكدين (بالتركية: Segedin Sancağı). ومع ذلك، لم يكن لدى العثمانيين سوى حامية داخل الحصن، بينما كان سكان المستوطنة من الصرب. وقد زار الرحالة الشهير أوليا جلبي منطقة زينتا خلال رحلاته، ولاحظ أنها مكان صغير وهادئ وفيه حصن ومسجد وقرية بها ما يكفي من الخدمات للحفاظ على نفسها. في 15 أكتوبر 1686م، وقعت مناوشة بين المتمردين الصرب المحليين بقيادة آل هابسبورغ وقوة عثمانية أصغر حجمًا. يُعرف الحدث باسم معركة زينتا الأولى. من عام 1686م وحتى معركة زينتا الأكثر شهرة في عام 1697م، لم تعد المدينة والمناطق المحيطة بها تحت السيطرة العثمانية، ولكن في نفس الوقت لم تكن تحت سيطرة آل هابسبورغ.

### ملكية هابسبورغ
في 11 سبتمبر 1697م، هزم الأمير يوجين من سافوي الجيش العثماني في معركة زينتا، التي دارت رحاها في هذا الموقع، وبعد معاهدة كارلوفجة عام 1699م، تم ضم المدينة إلى ملكية هابسبورغ كجزء من قسم تيسا - ماروس من الحدود العسكرية. خلال هذه الفترة كانت قرية زينتا مأهولة بشكل رئيسي بالصرب  وكانت بها كنيسة أرثوذكسية صغيرة، وكانت مُحصَّنة بشكل جيد ومحمية بوحدات منظمة من الميليشيا الصربية تسمى "رجال الحدود". بعد إلغاء هذا الجزء من الحدود في عام 1751م، تم ضم زينتا إلى مقاطعة ثيس (Theiss)، والتي كانت جزءًا من مقاطعة باكس-بودروج في مملكة هابسبورغ المجرية.  هاجر العديد من الصرب الذين عاشوا في المدينة، والذين اعتبروا أنفسهم الآن مُهانون بسبب تحولهم من جنود إلى مزارعين، إما إلى أجزاء أخرى من ملكية هابسبورغ حيث كانت الحدود العسكرية لا تزال ضرورية، أو إلى روسيا وبخاصة إلى صربيا الجديدة وصربيا السلافية. إحدى المستوطنات في صربيا الجديدة أطلق عليها المستعمرون الصرب أيضًا اسم زينتا.

### مملكة المجروفويفودينا الصربية والتاجالنمساوي
خلال القرنين الثامن عشر والتاسع عشر، استوطن المجريون والسلوفاكيون والألمان واليهود في المدينة. في ثورة 1848م-1849م، خضعت المدينة لسيطرة قوات مملكة المجر وقوات فويفودينا الصربية بالتناوب. من عام 1849 إلى عام 1860، كانت جزءًا من محافظة صربيا وبانات تيميشوار، وهي أرض تابعة للتاج النمساوي منفصلة. بعد إلغاء المقاطعة في عام 1860م، ضُمت زينتا مرة أخرى إلى مقاطعة باكس-بودروج (Bács-Bodrog). في عام 1910م، بلغ عدد سكان البلدة 29,666 نسمة، منهم 27,221 (91.8%) يتحدثون المجرية، و 2,020 (6.8%) يتحدثون الصربية، و425 (1.4%) يتحدثون لغات أخرى.

## العمارة

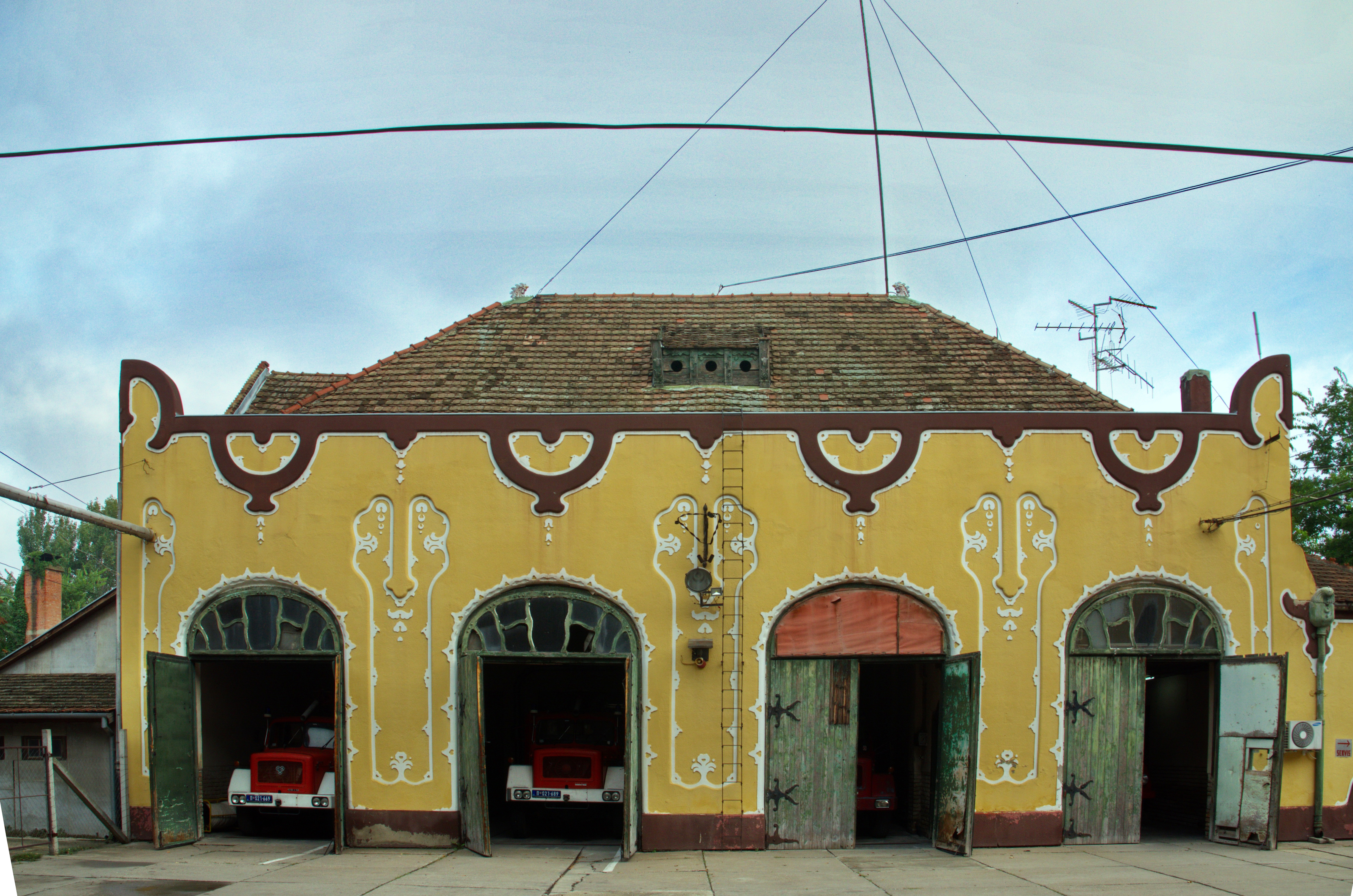
محطة إطفاء زينتا من تصميم Béla Lajta.

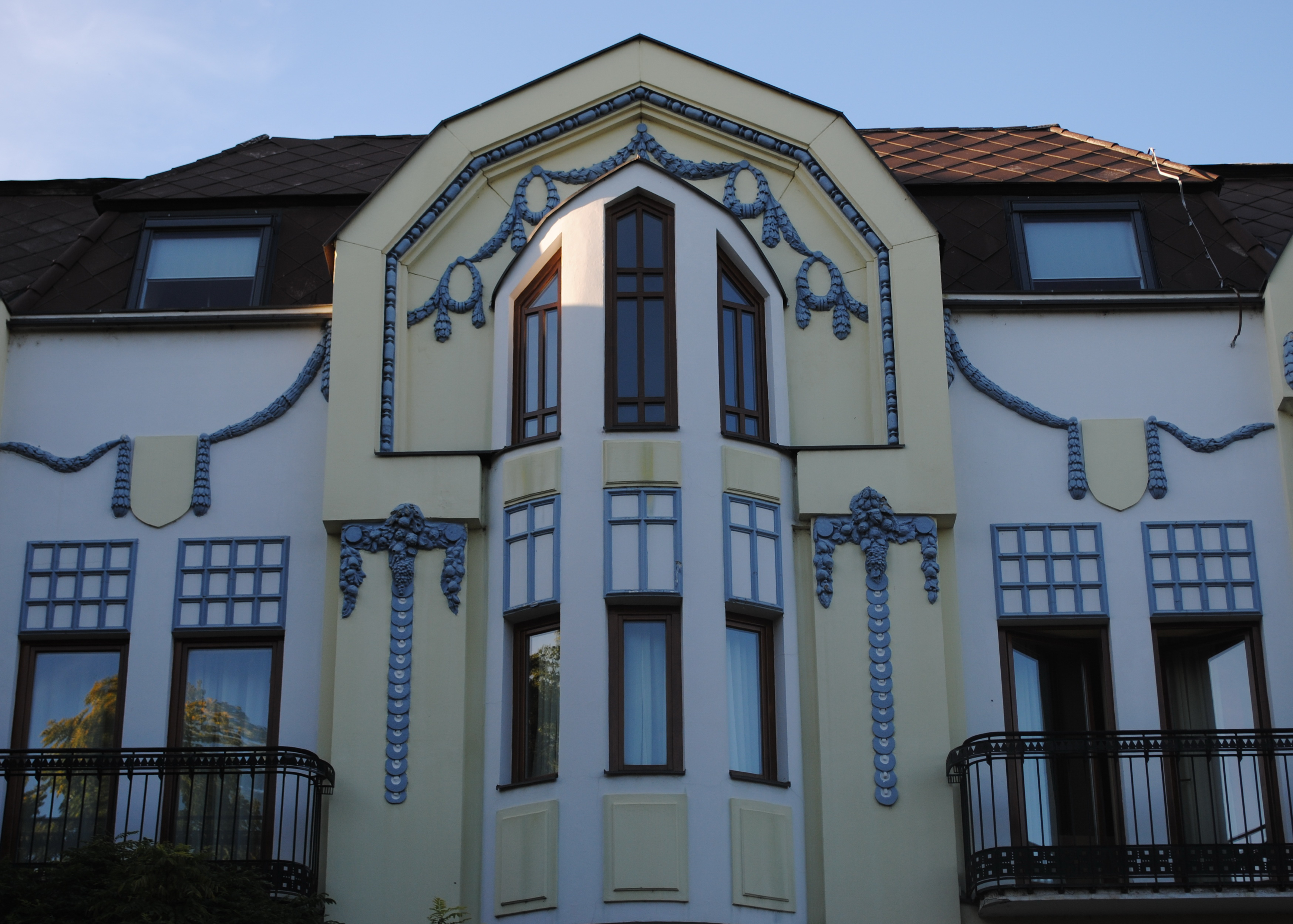
فندق رويال في زينتا.

يتضمن التراث المعماري في زينتا العديد من المباني المحمية باعتبارها آثارًا ثقافية ذات أهمية كبيرة، معظمها من أوائل القرن العشرين: 
- تم بناء محطة إطفاء زينتا بين عامي 1903م و1904م وصممها بيلا لايتا ، كمزيج من الهندسة المعمارية الشعبية والانفصال المجري. مع الزخارف المصنوعة بشكل رائع، فإنه يمثل أحد أكثر المباني ذات الطراز الانفصالي تميزًا. [10] [11]
- تم بناء قاعة بلدية زينتا بين عامي 1912م و1914م، بعد أن دمر المبنى القديم في حريق. يطل على الساحة الرئيسية ويتميز ببرج ضخم يهيمن على المناظر الطبيعية للمدينة. [12]
- تم بناء فندق رويال في أوائل القرن العشرين ويمثل آخر أعمال إيدي ماجيار . تم تزيين قاعة الفندق الكبرى بلوحتين جداريتين كبيرتين من عام 1967م، من تصميم József Ács وJózsef Benes. [13] [14]
- تم بناء مبنى المشيخة في عام 1909م، بروح التاريخية مع عناصر الباروك الجديدة مع لمحة من تأثير الانفصال. ويستضيف الآن متحف مدينة زينتا . [15] [16]
- تم بناء منزل سلافنيتش في عامي 1904م و1905م وصممه بيلا لايتا، بعد وقت قصير من بناء محطة الإطفاء. وهو يمثل مثالاً قيماً لمبنى سكني على طراز الانفصال. [17]

## الأماكن المأهولة بالسكان
تشمل بلدية زينتا: بلدة زينتا و 4 قرى هي: (الأسماء المجرية مكتوبة بالخط المائل):
- Gornji Breg غورني بريج (Felsőhegy).
- Bogaraš بوجاراش (Bogaras).
- Tornjoš تورنيوش (Tornyos).
- Kevi كيفي (Kevi).

## المناخ
يتميز المناخ في هذه المنطقة باختلافات طفيفة بين درجات الحرارة المرتفعة والمنخفضة، كما يتوفر هطول أمطار كاف على مدار العام. النوع الفرعي لتصنيف مناخ كوبن (Köppen) لهذا المناخ هو " Cfb " (مناخ الساحل الغربي البحري / المناخ المحيطي). 

## التركيبة السكانية
وفقًا لنتائج تعداد عام 2011م، يبلغ عدد سكان بلدية زينتا 23,316 نسمة.

### المجموعات العرقية
جميع المستوطنات في البلدية لديها أغلبية عرقية مجرية.
التركيبة العرقية للبلدية حسب تعداد عام 2011م: 
| المجموعة العرقية | سكان   | %      |
| ---------------- | ------ | ------ |
| المجريون         | 18,441 | 79.09% |
| الصرب            | 2,533  | 10.86% |
| روما             | 595    | 2.55%  |
| اليوغوسلاف       | 107    | 0.46%  |
| الكروات          | 84     | 0.36%  |
| الألبان          | 62     | 0.27%  |
| الجبل الأسود     | 48     | 0.21%  |
| السلوفاك         | 31     | 0.13%  |
| المقدونيون       | 27     | 0.12%  |
| بونجيفتشي        | 21     | 0.09%  |
| آحرون            | 1,367  | 5.86%  |
| المجموع          | 23,316 |        |

## اقتصاد
يقدم الجدول التالي معاينة لإجمالي عدد الأشخاص المسجلين العاملين في الكيانات القانونية حسب نشاطهم الأساسي اعتبارًا من عام 2018م: 
| النشاط                                                         | المجموع |
| -------------------------------------------------------------- | ------- |
| الزراعة والغابات وصيد الأسماك                                  | 77      |
| التعدين والمحاجر                                               | -       |
| تصنيع                                                          | 2,729   |
| إمدادات الكهرباء والغاز والبخار وتكييف الهواء                  | 69      |
| إمدادات المياه والصرف الصحي وإدارة النفايات وأنشطة المعالجة    | 100     |
| بناء                                                           | 169     |
| تجارة الجملة والتجزئة وإصلاح المركبات الآلية والدراجات النارية | 925     |
| النقل والتخزين                                                 | 352     |
| خدمات الإقامة والطعام                                          | 149     |
| المعلومات والاتصالات                                           | 85      |
| الأنشطة المالية والتأمينية                                     | 89      |
| الأنشطة العقارية                                               | 13      |
| الأنشطة المهنية والعلمية والتقنية                              | 173     |
| الأنشطة الإدارية وخدمات الدعم                                  | 115     |
| الإدارة العامة والدفاع؛ الضمان الاجتماعي الإلزامي              | 349     |
| تعليم                                                          | 532     |
| أنشطة الصحة البشرية والعمل الاجتماعي                           | 629     |
| الفنون والترفيه والاستجمام                                     | 100     |
| أنشطة الخدمة الأخرى                                            | 173     |
| العمال الزراعيين الأفراد                                       | 522     |
| المجموع                                                        | 7,350   |

## مواطنون بارزون
تعتبر مدينة زينتا مسقط رأس العديد من الشخصيات المشهورة، بما في ذلك:
- سيلارد ميزي ، ملحن.
- مايكل فيكيت ، عالم رياضيات.
- فلاديمير نيكوليتش ، مهندس معماري.
- جوكا فوجيتش ، جامع أعمال فنية.
- ماتيجا بيكوفيتش ، كاتبة وشاعرة، عضو في الأكاديمية الصربية للعلوم والفنون.
- يوفان دورديفيتش ، فاعل خير في المجال الثقافي، اشتهر بكتابة كلمات النشيد الوطني الصربي "بوزي برافدي".
- بيرنات كلاين ، مصمم المنسوجات.
- أرباد ستيربيك ، حارس مرمى كرة يد صربي إسباني، بطل العالم
- ميلوراد كريفوكابيتش ، لاعب كرة يد صربي مجري.
- ستيفان سريماك ، كاتب واقعي وكوميدي.
- بويان باجيتيتش ، سياسي، رئيس حكومة فويفودينا.
- أتيلا جوهاس ، سياسي.
- جوزيف تيرتي ، مصارع، بطل أوروبا وحاصل على الميدالية البرونزية الأولمبية.
- فيكتور نيميش ، مصارع، بطل العالم.
- كريستيان فريس ، مصارع، بطل أوروبا.
- شابا سيلادي ، سباح، حائز على الميدالية البرونزية في البطولات الأوروبية.
- نيمانيا نيكوليتش ، لاعب كرة قدم مجري.
- زسومبور كيريكس ، لاعب كرة قدم مجري.
- سيلفيا إرديلجي ، لاعبة تنس الطاولة، حاصلة على الميدالية البرونزية في بطولة أوروبا.
- لاسلو دييري ، لاعب تنس.

## المدن التوأم - المدن الشقيقة
توأمت مدينة زنتا مع: 
- Cristuru Secuiesc, رومانيا
- Csorvás, المجر
- Dabas, المجر
- دونيسكا ستريدا, سلوفاكيا
- Dunaszentgyörgy, المجر
- غودولو, المجر
- هدمزوفازارهلي, المجر
- Kaszaper, المجر
- كراني, سلوفينيا
- Medijana (Niš), صربيا
- موكاجيفا, أوكرانيا
- Tiszafüred, المجر
- Törökszentmiklós, المجر
- Várkerület (Budapest), المجر

## روابط خارجية
- الموقع الرسمي..
- بوابة مجتمع المواطنين.
- أتيلا بيجين - إستوريات سينتي / تاريخ زينتا (بالصربية)..
- تاريخ زينتا (بالمجرية).